# Louise du Pierry
Elisabeth Louise Félicité du Pierry, geborene Pourra de la Madeleine, auch Dupiery oder du Piéry, (*  1746) war eine französische Astronomin in der Zeit der Aufklärung. Sie war die erste Hochschullehrerin für Astronomie an der Sorbonne.
Du Pierry begann sich 1779 nach der Begegnung mit Jérôme Lalande mit Astronomie zu beschäftigen. Sie berechnete Eklipsen (Sonnen- und Mondfinsternisse) und die Mondbahn, Tafeln der astronomischen Lichtbrechung (als Funktion von Deklination und Rektaszension für Paris)  und die Tag- und Nachtlängen auf der geographischen Breite von Béziers, wo sie die Nachfolgerin von Nicole-Reine Lepaute als Mitglied der Akademie von Béziers war.
Ihre Eklipsenberechnungen wurden von Lalande in dessen Werk zur Mondbahn verwendet. Für Lalande sammelte sie auch historische Daten über Finsternisse der letzten hundert Jahre.
Sie gilt als erste Frau, die in Frankreich an der Universität unterrichtete: 1789 gab sie an der Sorbonne öffentliche Astronomie-Kurse für Frauen (Cours d´astronomie ouvert pour les dames et mis  à leur portée). 1790 widmete Lalande ihr sein Buch Astronomie des Dames und beschrieb sie darin als intellektuelles Vorbild für Frauen.